# Іоан (Кухтін)
Іоа́нн Ку́хтін (чеськ. Metropolita Ján; в миру Михайло Кухтін; нар. 20 вересня 1901, станиця Каргальськ, Область війська Донського — пом. 5 червня 1975, Одеса, Україна) — Митрополит Празький і всієї Чехословаччини, предстоятель Чехословацької православної церкви.

## Біографія
Народився 20 вересня 1901 року в станиці Каргальська, Ростовської губернії в родині священника. Закінчив духовне училище і чотири класи Новочеркаської духовної семінарії.
У жовтні 1920 року емігрував до Греції, а в 1922 році — до Югославії, де відновився на навчанні в Призренській духовній семінарії, яку закінчив у 1926 році.
У квітні 1927 року був пострижений у чернецтво з ім'ям Іоанн, а в травні 1927 року єпископом Нішським Досифєєм Васичем висвячений в сан ієродиякона. Після висвячення в сан ієромонаха служив парохом у селі Дубці в Нішській єпархії. Пізніше служив у селі Вінце в Скоплянській єпархії.
У 1930 році призначений настоятелем монастиря св. Прохора Пчинського, а пізніше став настоятелем монастиря св. Георгія Делядровського.
За період проживання в Югославії з осені 1931 по 1950 рік викладав у різних чернечих школах. У жовтні 1936 року закінчив православний богословський факультет Белградського університету і до 1948 року в сані ігумена ніс послух настоятеля Дечанського монастиря і парафіяльного священика Загребської єпархії.
7 листопада 1948 року призначений професором духовної семінарії у Призрені.
У 1950 році переїздить до Болгарії, звідки в 1951 році митрополитом Празьким Елетеріем покликаний на служіння в Чехословаччину і призначений викладачем і вихователем на богословський факультет в Пряшеві. З 1 жовтня 1953 року у званні доцента.
24 жовтня 1954 року висвячений в сан єпископа Жатецького, вікарія Празького митрополита Елевтерія з місцеперебуванням у Празі.
17 травня 1956 року обраний предстоятелем Чехословацької православної церкви. 20 травня 1956 року відбулася інтронізація.
У 1964 році пішов на спочинок і переїхав до Одеси. Помер 5 червня 1975 року.